# FC Lokomotiv Daugavpils
Der FC Lokomotiv Daugavpils war ein lettischer Fußballverein aus Daugavpils.

## Geschichte
Zwischen 2016 und 2020 spielte die Mannschaft in der 1. līga, der zweiten lettischen Fußballliga. 2020 gewann das Team die Meisterschaft und stieg zur Saison 2021 folglich in die Virslīga auf.

## Erfolge
- Lettische Zweitligameisterschaft : 2020

## Stadion
Der Verein trägt seine Heimspiele im Celtnieks Stadium in Daugavpils aus.